# Vincent Caure
Vincent Caure, né le 31 décembre 1992 à Castres, est un homme politique français. Engagé auprès d'Emmanuel Macron dès 2016, il participe aux campagnes du Président et intègre plusieurs cabinets de l'exécutif (auprès de la Présidence ou de ministères). En juillet 2024, il est élu député dans la 3e circonscription des Français établis hors de France.

## Biographie
Vincent Caure grandit à Castres dans le Tarn. Il étudie à l'Institut d'études politiques de Toulouse de 2011 à 2015 et à celui de Paris.
En 2016, il s'engage dans la campagne d'Emmanuel Macron en vue de l'élection présidentielle de 2017. Après l'élection d'Emmanuel Macron, il est conseiller technique à la présidence de la République. À l'Élysée, il est notamment en charge des réseaux sociaux. C'est dans ces fonctions qu'il repère la vidéo à l'origine de l'affaire Benalla et transmet l'information aux équipes de Gérard Collomb, ministre de l'Intérieur,.
En octobre 2019, il intègre le cabinet de Jean-Baptiste Djebbari, secrétaire d'État puis ministre des Transports, en tant que chef de cabinet et conseiller spécial,,,. Il quitte ses fonctions en janvier 2022.
À partir de janvier 2022, il travaille pour la campagne d'Emmanuel Macron à l'élection présidentielle puis la campagne d'Ensemble aux élections législatives,. Après les élections, en juin 2022, il devient chef de cabinet adjoint d'Emmanuel Macron à l'Élysée,.
Peu après la nomination de Stéphane Séjourné dans le gouvernement Gabriel Attal, Vincent Caure quitte l'Élysée pour devenir conseiller spécial du nouveau ministre de l’Europe et des Affaires étrangères en février 2024,,,. Il cesse ses fonctions le 14 juin 2024, quelques jours après l'annonce de la dissolution de l'Assemblée nationale.
À l'occasion des élections législatives de 2024, Vincent Caure participe à la commission des investitures de la majorité présidentielle en tant que cadre de la majorité et proche du secrétaire général de Renaissance, Stéphane Séjourné. Il est lui-même investi par Renaissance dans la 3e circonscription des Français établis hors de France, qui correspond à l'Europe du Nord et où il entend succéder à Alexandre Holroyd — son suppléant. Dans une circonscription macroniste depuis 2017 mais qui a placé la gauche en tête des élections européennes de 2024, Vincent Caure est distancé de peu au premier tour par l'écologiste Charlotte Minvielle (d), candidate du Nouveau Front populaire (39,1 % contre 39,2 %), puis il est élu député au second tour avec 50,54 % des suffrages.